# Labastide-Esparbairenque
Labastide-Esparbairenque är en kommun i departementet Aude i regionen Occitanien  i södra Frankrike. Kommunen ligger  i kantonen Mas-Cabardès som ligger i arrondissementet Carcassonne. År 2022 hade Labastide-Esparbairenque 62 invånare.

## Befolkningsutveckling
Antalet invånare i kommunen Labastide-Esparbairenque
Referens: INSEE